# Mistrzostwa Europy w Kajakarstwie 2000
13. Mistrzostwa Europy w kajakarstwie odbyły się w dniach 3–5 lipca 2000 w Poznaniu.
Rozegrano 18 konkurencji męskich i 8 kobiecych. Mężczyźni startowali w kanadyjkach jedynkach (C-1), dwójkach (C-2) i czwórkach (C-4) oraz w kajakach jedynkach (K-1), dwójkach (K-2) i czwórkach (K-4), zaś kobiety w kajakach jedynkach, dwójkach i czwórkach. Liczba i rodzaj konkurencji nie zmieniły się od poprzednich mistrzostw. 
Pierwsze miejsce w klasyfikacji medalowej wywalczyli reprezentanci Niemiec.

## Medaliści

### Mężczyźni

#### Kanadyjki
| Konkurencja: | Złoto:                                                                             | Rezultat | Srebro:                                                                            | Rezultat | Brąz:                                                                               | Rezultat |
| C-1 200 m    | Dmytro Sablin                                                                      | 41,596   | Andreas Dittmer                                                                    | 41,724   | Martin Doktor                                                                       | 41,744   |
| C-1 500 m    | Maksim Opalew                                                                      | 1:49,107 | Andreas Dittmer                                                                    | 1:49,147 | Nikołaj Buchałow                                                                    | 1:50,517 |
| C-1 1000 m   | Martin Doktor                                                                      | 4:02,227 | Andreas Dittmer                                                                    | 4:03,067 | Maksim Opalew                                                                       | 4:06,637 |
| C-2 200 m    | Polska · Daniel Jędraszko · Paweł Baraszkiewicz                                    | 38,533   | Czechy · Petr Procházka · Jan Břečka                                               | 38,737   | Rosja · Konstantin Fomiczow · Aleksandr Artiemida                                   | 38,985   |
| C-2 500 m    | Polska · Daniel Jędraszko · Paweł Baraszkiewicz                                    | 1:42,309 | Rumunia · Iosif Anisim · Ionel Averian                                             | 1:42,687 | Rosja · Aleksandr Kowalow · Aleksandr Kostogłod                                     | 1:43,941 |
| C-2 1000 m   | Polska · Paweł Baraszkiewicz · Michał Gajownik                                     | 3:43,655 | Rumunia · Iosif Anisim · Ionel Averian                                             | 3:43,815 | Rosja · Aleksandr Kowalow · Aleksandr Kostogłod                                     | 3:43,869 |
| C-4 200 m    | Czechy · Petr Procházka · Jan Břečka · Karel Kožíšek · Petr Fuksa                  | 35,515   | Węgry · Miklós Buzál · Attila Végh · Ervin Hoffmann · György Kolonics              | 35,727   | Ukraina · Michał Śliwiński · Dmytro Sablin · Serhij Kłymniuk · Ołeksandr Mostowenko | 35,951   |
| C-4 500 m    | Rosja · Pawieł Konowałow · Władisław Połzunow · Andriej Kabanow · Władimir Ładosza | 1:33,090 | Rumunia · Silviu Simioncencu · Robert Vînturiș · Gheorghe Andriev · Chiriac Marcov | 1:33,648 | Węgry · Sándor Malomsoki · Gábor Ivan · Gábor Furdok · Csaba Hüttner                | 1:33,696 |
| C-4 1000 m   | Węgry · György Kozmann · Gábor Furdok · Gábor Ivan · György Zala                   | 3:22,784 | Rumunia · Silviu Simioncencu · Robert Vînturiș · Gheorghe Andriev · Chiriac Marcov | 3:23,954 | Czechy · Petr Fuksa · Petr Netušil · Viktor Jiráský · Jan Macháč                    | 3:24,338 |

#### Kajaki
| Konkurencja: | Złoto:                                                                        | Rezultat | Srebro:                                                                              | Rezultat | Brąz:                                                                                   | Rezultat |
| K-1 200 m    | Alvydas Duonėla                                                               | 36,967   | Ołeksij Śliwiński                                                                    | 36,991   | Jaime Acuña                                                                             | 36,999   |
| K-1 500 m    | Ákos Vereckei                                                                 | 1:37,944 | Micha’el Kolganow                                                                    | 1:38,400 | Petyr Merkow                                                                            | 1:39,144 |
| K-1 1000 m   | Micha’el Kolganow                                                             | 3:36,502 | Petyr Merkow                                                                         | 3:36,682 | Lutz Liwowski                                                                           | 3:37,876 |
| K-2 200 m    | Ukraina · Mykoła Zajczenkow · Mychajło Łucznyk                                | 33,722   | Niemcy · Ronald Rauhe · Tim Wieskötter                                               | 33,890   | Słowacja · Rastislav Kužel · Martin Chorváth                                            | 33,942   |
| K-2 500 m    | Niemcy · Ronald Rauhe · Tim Wieskötter                                        | 1:29,859 | Czechy · Radek Záruba · Pavel Holubář                                                | 1:30,117 | Węgry · Vince Fehérvári · István Beé                                                    | 1:31,269 |
| K-2 1000 m   | Norwegia · Nils Olav Fjeldheim · Eirik Verås Larsen                           | 3:18,299 | Węgry · Krisztián Bártfai · Krisztián Veréb                                          | 3:19,199 | Rosja · Oleg Gorobij · Jewgienij Sałachow                                               | 3:19,349 |
| K-4 200 m    | Słowacja · Rastislav Kužel · Juraj Kadnár · Andrej Wiebauer · Martin Chorváth | 31,618   | Ukraina · Mykoła Zajczenkow · Mychajło Łucznyk · Andrij Borzukow · Ołeksij Śliwiński | 31,974   | Węgry · Gyula Kajner · István Beé · Vince Fehérvári · Róbert Hegedűs                    | 32,106   |
| K-4 500 m    | Niemcy · Jan Schäfer · Mark Zabel · Björn Bach · Stefan Ulm                   | 1:21,513 | Słowacja · Richard Riszdorfer · Róbert Erban · Juraj Tarr · Erik Vlček               | 1:21,945 | Rosja · Jewgienij Sałachow · Oleg Gorobij · Anatolij Tiszczenko · Andriej Szczegolichin | 1:22,203 |
| K-4 1000 m   | Niemcy · Jan Schäfer · Mark Zabel · Björn Bach · Stefan Ulm                   | 2:58,890 | Węgry · Zoltán Kammerer · Botond Storcz · Ákos Vereckei · Gábor Horváth              | 3:00,498 | Bułgaria · Petyr Merkow · Andrian Duszew · Miłko Kazanow · Petar Sibinkić               | 3:00,846 |

### Kobiety

#### Kajaki
| Konkurencja: | Złoto:                                                                 | Rezultat | Srebro:                                                                | Rezultat | Brąz:                                                                            | Rezultat |
| K-1 200 m    | Rita Kőbán                                                             | 42,624   | Josefa Idem                                                            | 42,676   | Elżbieta Urbańczyk                                                               | 42,824   |
| K-1 500 m    | Rita Kőbán                                                             | 1:51,584 | Katrin Wagner                                                          | 1:52,824 | Elżbieta Urbańczyk                                                               | 1:54,094 |
| K-1 1000 m   | Josefa Idem                                                            | 4:04,210 | Kinga Bóta                                                             | 4:04,794 | Manuela Mucke                                                                    | 4:06,777 |
| K-2 200 m    | Polska · Aneta Pastuszka · Beata Sokołowska                            | 39,306   | Niemcy · Birgit Fischer · Katrin Kieseler                              | 40,854   | Hiszpania · Beatriz Manchón · Belén Sánchez                                      | 41,210   |
| K-2 500 m    | Polska · Aneta Pastuszka · Beata Sokołowska                            | 1:40,150 | Węgry · Katalin Kovács · Kinga Bóta                                    | 1:40,348 | Niemcy · Birgit Fischer · Katrin Kieseler                                        | 1:42,616 |
| K-2 1000 m   | Niemcy · Birgit Fischer · Katrin Kieseler                              | 3:44,434 | Węgry · Ágnes Szádovszki · Erzsébet Viski                              | 3:48,058 | Polska · Aneta Pastuszka · Beata Sokołowska                                      | 3:48,358 |
| K-4 200 m    | Węgry · Katalin Kovács · Szilvia Szabó · Erzsébet Viski · Kinga Bóta   | 35,768   | Niemcy · Birgit Fischer · Anett Schuck · Manuela Mucke · Katrin Wagner | 36,588   | Hiszpania · Beatriz Manchón · Izaskun Aramburu · Ana María Penas · Belén Sánchez | 36,816   |
| K-4 500 m    | Niemcy · Birgit Fischer · Anett Schuck · Manuela Mucke · Katrin Wagner | 1:31,755 | Węgry · Katalin Kovács · Szilvia Szabó · Erzsébet Viski · Rita Kőbán   | 1:31,895 | Hiszpania · Beatriz Manchón · Izaskun Aramburu · Ana María Penas · Belén Sánchez | 1:34,895 |

## Klasyfikacja medalowa
| Miejsce | Państwo   | Złoto | Srebro | Brąz | Razem |
| ------- | --------- | ----- | ------ | ---- | ----- |
| 1       | Niemcy    | 5     | 7      | 3    | 15    |
| 1       | Węgry     | 5     | 7      | 3    | 15    |
| 3       | Polska    | 5     | 0      | 3    | 8     |
| 4       | Czechy    | 2     | 2      | 2    | 6     |
| 5       | Ukraina   | 2     | 2      | 1    | 5     |
| 6       | Rosja     | 2     | 0      | 6    | 8     |
| 7       | Słowacja  | 1     | 1      | 1    | 3     |
| 8       | Izrael    | 1     | 1      | 0    | 2     |
| 8       | Włochy    | 1     | 1      | 0    | 2     |
| 10      | Litwa     | 1     | 0      | 0    | 1     |
| 10      | Norwegia  | 1     | 0      | 0    | 1     |
| 12      | Rumunia   | 0     | 4      | 0    | 4     |
| 13      | Bułgaria  | 0     | 1      | 3    | 4     |
| 14      | Hiszpania | 0     | 0      | 4    | 4     |
|         | Razem     | 26    | 26     | 26   | 78    |